# Rallye de Tchéquie
Navigation
Édition 2023 Édition 2024
Le Rallye de Tchéquie, ou Barum Czech Rally Zlín, est une compétition annuelle asphalte de rallye automobile, organisée dans la région de Zlín, à l'est du pays.

## Histoire
Le rallye et la Tchéquie ont une histoire commune ancienne puisqu'un rallye national tchèque existe depuis le milieu des années 1960. En effet, en 1965, le Rallye de la Vltava (ou Rallye Moldau, disputé traditionnellement fin juin-début juillet), le principal rallye du pays, est le premier de Tchécoslovaquie à faire partie du Championnat d'Europe des rallyes dès sa 6e édition. Pour l'occasion, il reçoit l'appellation de Czechoslovakian Rally, (vainqueurs Rauno Aaltonen et Tony Ambrose sur Mini Cooper S), puis en 1966). En 1967, Erik Carlsson est le vainqueur sur Saab 96 Sedan V4, puis en 1968 c'est au tour de Jean Vinatier sur Alpine A110, et en 1969 puis 1970 à celui de Gilbert Staepelaere sur Ford Escort « Twin Cam ». 
L'appellation nationale du Vltava se perd alors mais la compétition perdure, et l'allemand Walter Röhrl remporte ses deux dernières éditions organisées, en 1973 et 1974 sur Opel Ascona 1.9 SR, toujours dans le cadre de l'ERC. Les vainqueurs de 1960 à 1964 du Moldau sont successivement : Zdenek Mraz (Skoda Octavia, 1re édition), Zdeněk Halada (Fiat 600), Alois Mark (Tatra 603), Zdeněk Treybal (Saab), et Sobiesław Zasada (Steyr-Puch 650TR).
Le rallye de République Tchèque est désormais de nouveau comptabilisée dans le Championnat d'Europe des rallyes, après avoir été intégré à l'Intercontinental Rally Challenge de 2006 à 2012 (année de la disparition de ce championnat).
Le pilote national Jan Kopecký détient le record du nombre de victoires avec dix succès.

## Palmarès

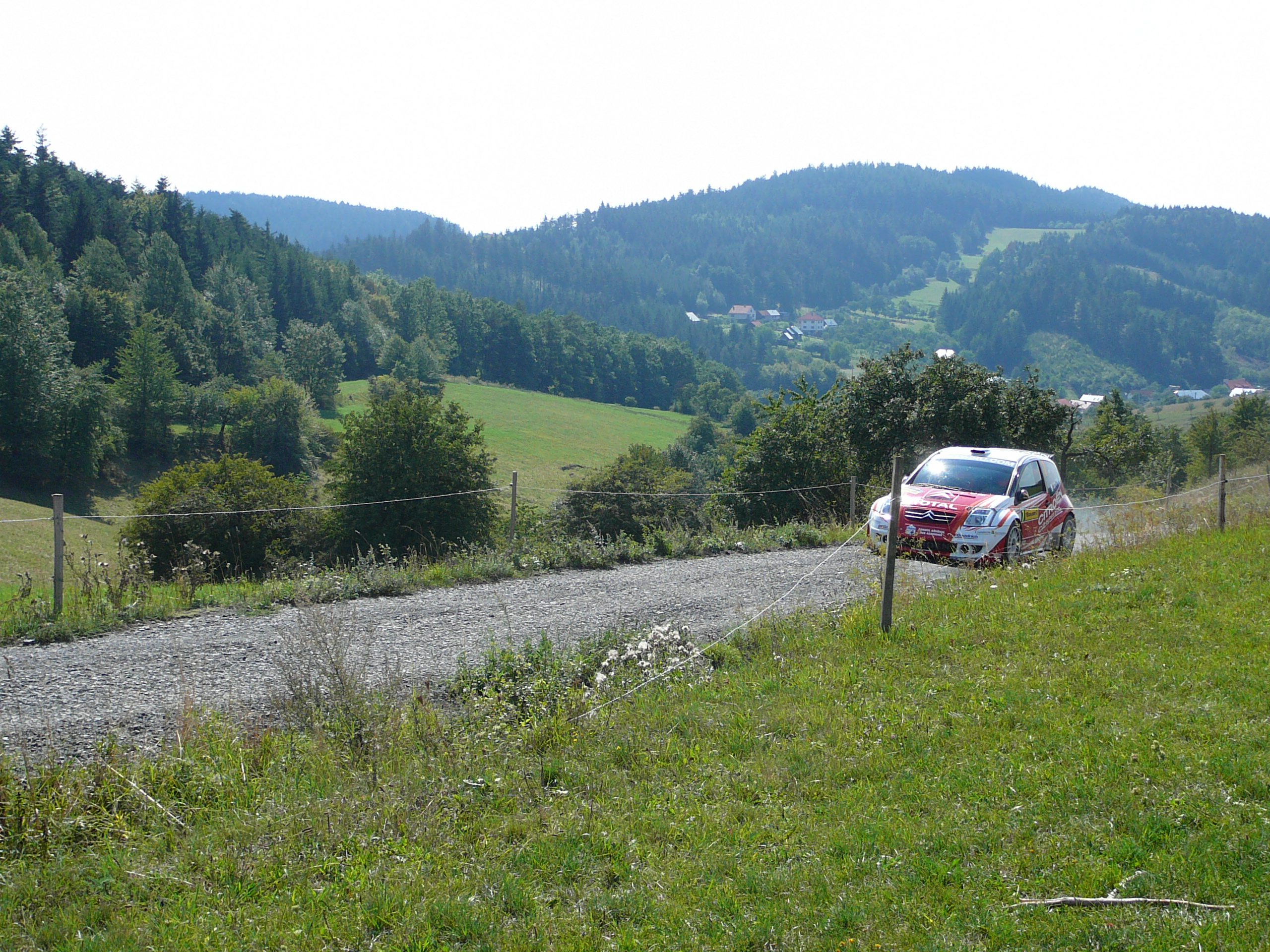
Une Citroën C4 en 2007.

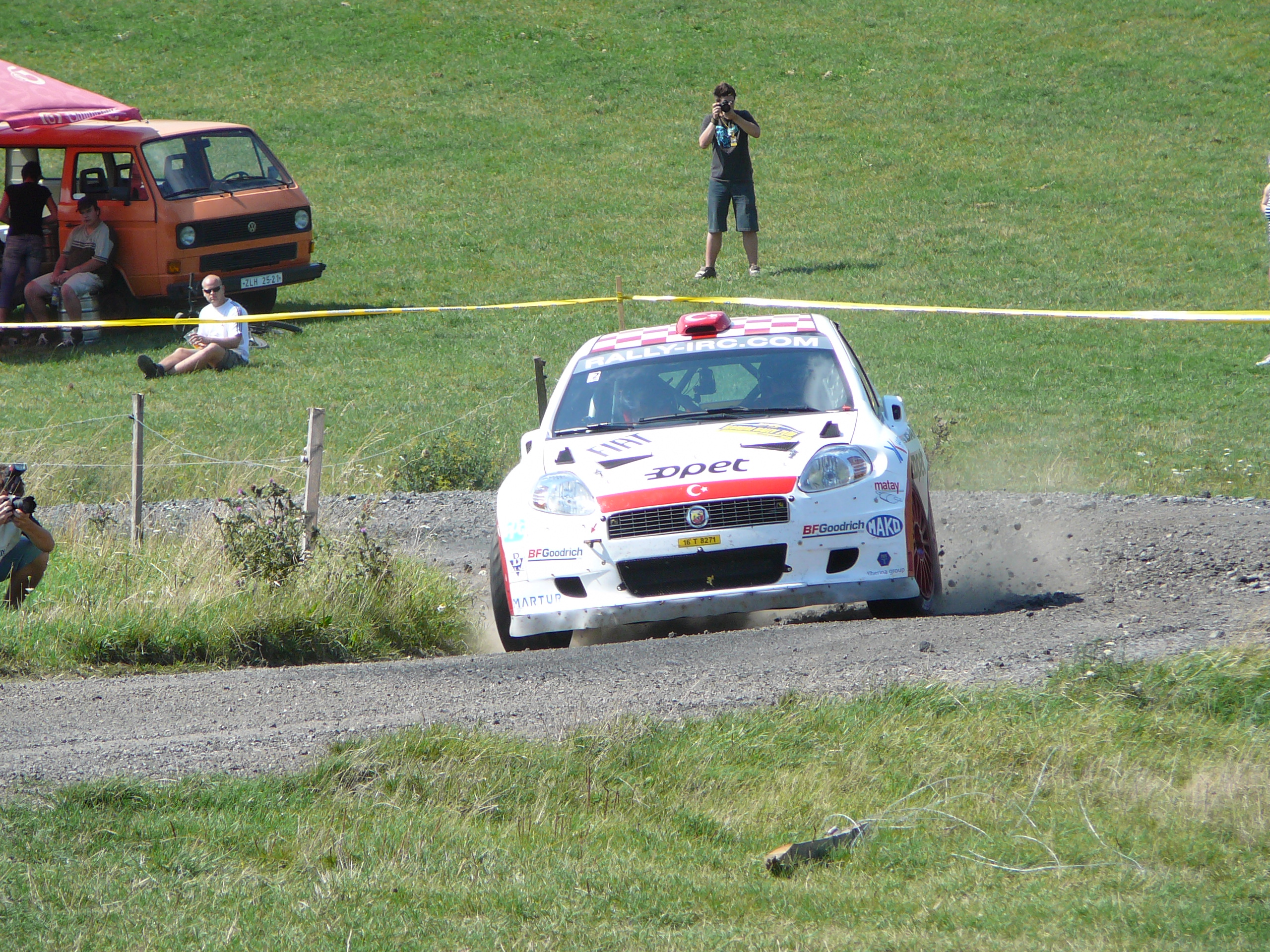
L'édition 2007 toujours.

| Année | Pilote                                 | Copilote                               | Voiture                                |
| ----- | -------------------------------------- | -------------------------------------- | -------------------------------------- |
| 1971  | Jan Halmazňa                           | Kostruh                                | Skoda 1100 MB                          |
| 1972  | Vladimír Hubáček                       | Ing. Vojtěch Rieger                    | Renault Alpine                         |
| 1973  | Vladimír Hubáček                       | Stanislav Minařík                      | Alpine A110                            |
| 1974  | Wolfgang Hauck                         | Willi Peter Pitz                       | Porsche Carrera 911 SC                 |
| 1975  | Vladimír Hubáček                       | Stanislav Minařík                      | Alpine A110                            |
| 1976  | John Haugland                          | Arild Antonsen                         | Škoda 130 RS                           |
| 1977  | Václav Blahna                          | Lubislav Hlávka                        | Škoda 130 RS                           |
| 1978  | Ing. Jiří Šedivý                       | Jiří Janeček                           | Škoda 130 RS                           |
| 1979  | John Haugland                          | Jan-Olof Bohlin                        | Škoda 130 RS                           |
| 1980  | John Haugland                          | Jan-Olof Bohlin                        | Škoda 130 RS                           |
| 1981  | Andrea Zanussi                         | Marco Fachin                           | Porsche Carrera 911 SC                 |
| 1982  | Gerhard Kalnay                         | Ferdinand Hinterleitner                | Opel Ascona 400                        |
| 1983  | Ladislav Křeček                        | Bořivoj Motl                           | Škoda 130 RS                           |
| 1984  | Harald Demuth                          | Willy Lux                              | Audi 80 Quattro                        |
| 1985  | Harald Demuth                          | Emilio Radaelli                        | Audi Quattro A2                        |
| 1986  | Leo Pavlík                             | Karel Jirátko                          | Audi Quattro A2                        |
| 1987  | Attila Ferjáncz                        | János Tandari                          | Audi Coupé Quattro                     |
| 1988  | Franz Wittmann                         | Jörg Pattermann                        | Lancia Delta HF 4WD                    |
| 1989  | Franz Wittmann                         | Jörg Pattermann                        | Lancia Delta HF 4WD                    |
| 1990  | Mikael Sundström                       | Juha Repo                              | Mazda 323 4WD                          |
| 1991  | Patrick Snijers                        | Dany Colebunders                       | Ford Sierra Cosworth 4x4               |
| 1992  | Erwin Weber                            | Manfred Hiemer                         | Mitsubishi Galant VR-4                 |
| 1993  | Raimund Baumschlager                   | Klaus Wicha                            | Ford Escort RS Cosworth                |
| 1994  | Patrick Snijers                        | Dany Colebunders                       | Ford Escort RS Cosworth                |
| 1995  | Enrico Bertone                         | Massimo Chiapponi                      | Toyota Celica Turbo 4WD                |
| 1996  | Stanislav Chovanec                     | Henrich Kurus                          | Ford Escort RS Cosworth                |
| 1997  | Enrico Bertone                         | Michal Kočí                            | Toyota Celica 4WD                      |
| 1998  | Enrico Bertone                         | Michal Kočí                            | Toyota Celica GT-Four                  |
| 1999  | Janusz Kulig                           | Emil Horniaček                         | Toyota Celica GT-Four                  |
| 2000  | Roman Kresta                           | Jan Tománek                            | Škoda Octavia WRC                      |
| 2001  | Roman Kresta                           | Jan Tománek                            | Škoda Octavia WRC Evo.2                |
| 2002  | Renato Travaglia                       | Flavio Zanella                         | Peugeot 206 WRC                        |
| 2003  | Václav Pech                            | Petr Uhel                              | Ford Focus RS WRC 01                   |
| 2004  | Jan Kopecký                            | Filip Schovánek                        | Škoda Fabia WRC                        |
| 2005  | Renato Travaglia                       | Flavio Zanella                         | Renault Clio S1600                     |
| 2006  | Roman Kresta                           | Petr Gross                             | Mitsubishi Lancer Evolution IX         |
| 2007  | Nicolas Vouilloz                       | Nicolas Klinger                        | Peugeot 207 S2000                      |
| 2008  | Freddy Loix                            | Robin Buysmans                         | Peugeot 207 S2000                      |
| 2009  | Jan Kopecký                            | Petr Starý                             | Škoda Fabia S2000                      |
| 2010  | Freddy Loix                            | Frederic Miclotte                      | Škoda Fabia S2000 Evo 2                |
| 2011  | Jan Kopecký                            | Petr Starý                             | Škoda Fabia S2000 Evo 2                |
| 2012  | Juho Hänninen                          | Mikko Markkula                         | Škoda Fabia S2000 Evo 2                |
| 2013  | Jan Kopecký                            | Pavel Dresler                          | Škoda Fabia S2000                      |
| 2014  | Václav Pech                            | Petr Uhel                              | Mini Cooper S2000 1.6T                 |
| 2015  | Jan Kopecký                            | Pavel Dresler                          | Škoda Fabia R5                         |
| 2016  | Jan Kopecký                            | Pavel Dresler                          | Škoda Fabia R5                         |
| 2017  | Jan Kopecký                            | Pavel Dresler                          | Škoda Fabia R5                         |
| 2018  | Jan Kopecký                            | Pavel Dresler                          | Škoda Fabia R5                         |
| 2019  | Jan Kopecký                            | Pavel Dresler                          | Škoda Fabia R5 Evo                     |
| 2020  | Édition annulée (pandémie de Covid-19) | Édition annulée (pandémie de Covid-19) | Édition annulée (pandémie de Covid-19) |
| 2021  | Jan Kopecký                            | Jan Hloušek                            | Škoda Fabia Rally2 Evo                 |
| 2022  | Jan Kopecký                            | Jan Hloušek                            | Škoda Fabia Rally2 Evo                 |

## Multiples vainqueurs
| Victoires | Pilotes          | Années                                                           |
| --------- | ---------------- | ---------------------------------------------------------------- |
| 11        | Jan Kopecký      | 2004, 2009, 2011, 2013, 2015, 2016, 2017, 2018, 2019, 2021, 2022 |
| 3         | Vladimír Hubáček | 1972, 1973, 1975                                                 |
| 3         | John Haugland    | 1976, 1979, 1980                                                 |
| 3         | Enrico Bertone   | 1995, 1997, 1998                                                 |
| 3         | Roman Kresta     | 2000, 2001, 2006                                                 |
| 2         | Harald Demuth    | 1984, 1985                                                       |
| 2         | Franz Wittmann   | 1988, 1989                                                       |
| 2         | Patrick Snijers  | 1992, 1994                                                       |
| 2         | Renato Travaglia | 2002, 2005                                                       |
| 2         | Freddy Loix      | 2008, 2010                                                       |
| 2         | Václav Pech      | 2003, 2014                                                       |

N.B. : L'Italien Enrico Bertone est également devenu Champion de Tchéquie en 1995, l'année de son premier succès européen.